# Estação Ferroviária de Alfarelos
A estação ferroviária de Granja do Ulmeiro - Alfarelos (nome anteriormente grafado como "Alfarellos"), por vezes designada de Alfarelos - Granja do Ulmeiro e oficialmente até 2022 denominada apenas de Alfarelos, é uma gare ferroviária situada na freguesia de Granja do Ulmeiro, no concelho de Soure, em Portugal. Enquanto ponto de entroncamento do Ramal de Alfarelos na Linha do Norte, faz uma ligação ferroviária importante entre Coimbra, Figueira da Foz, Porto, e Lisboa.

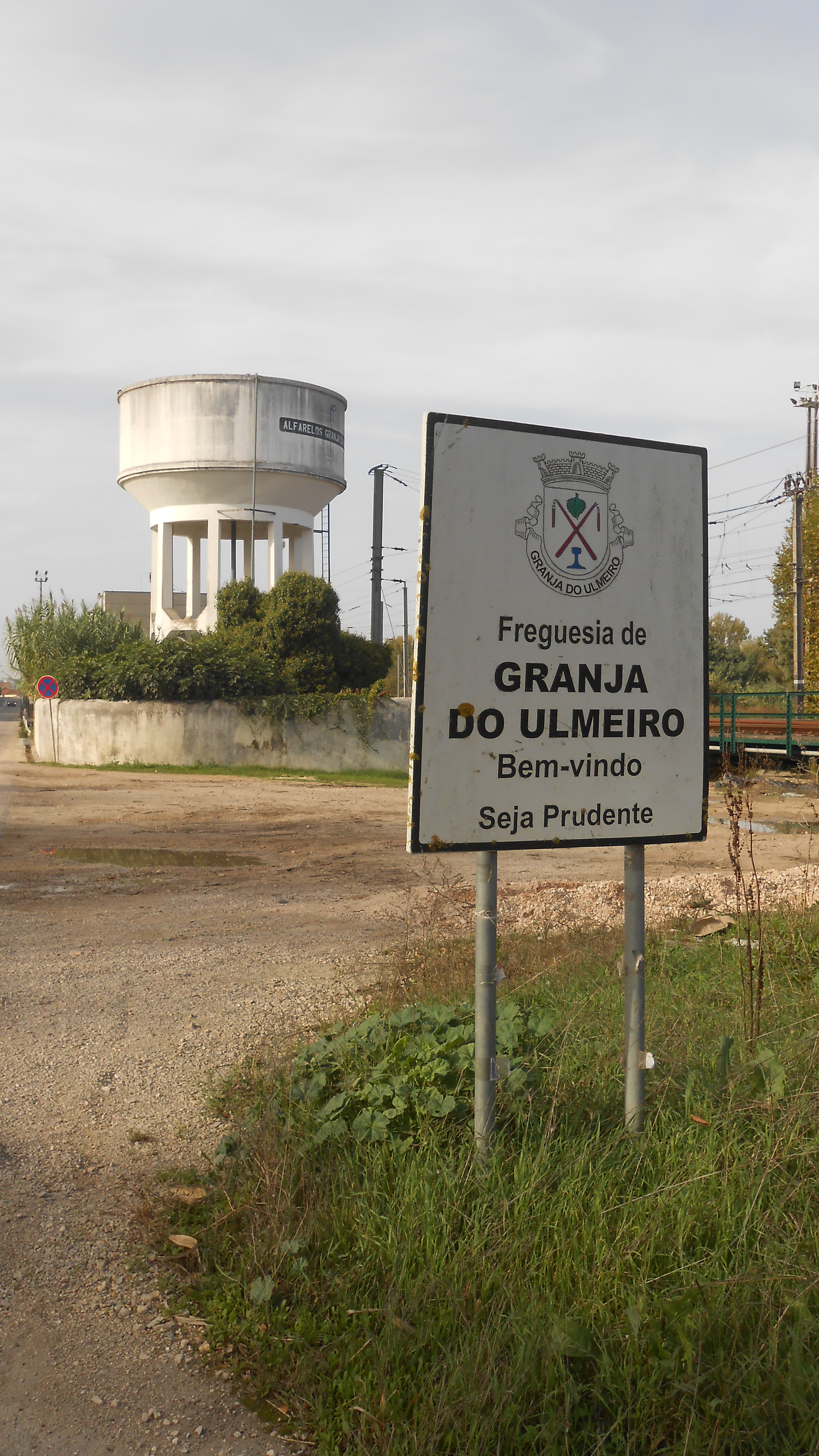
Torre de água da estação de Alfarelos em fundo à placa tononímica da Granja do Ulmeiro.

## Descrição

### Localização e acessos
Esta interface situa-se junto à Rua da Estação (=EN341), na localidade e freguesia de Granja do Ulmeiro: Apesar da denominação, a aldeia de Alfarelos, sede da freguesia vizinha, situa-se a sudoeste da estação a uma distância de cerca de três quilómetros. E apesar de situada no município de Soure, a sede de município mais próxima desta estação é Montemor-o-Velho, a pouco mais de quatro quilómetros em linha reta.

### Infraestrutura
O edifício de passageiros situa-se do lado noroeste da via da Linha do Norte (lado esquerdo do sentido ascendente, a Porto-Campanhã) e do lado sudeste da via terminal do Ramal de Alfarelos (lado esquerdo do sentido descendente, a Bifurcação de Lares).

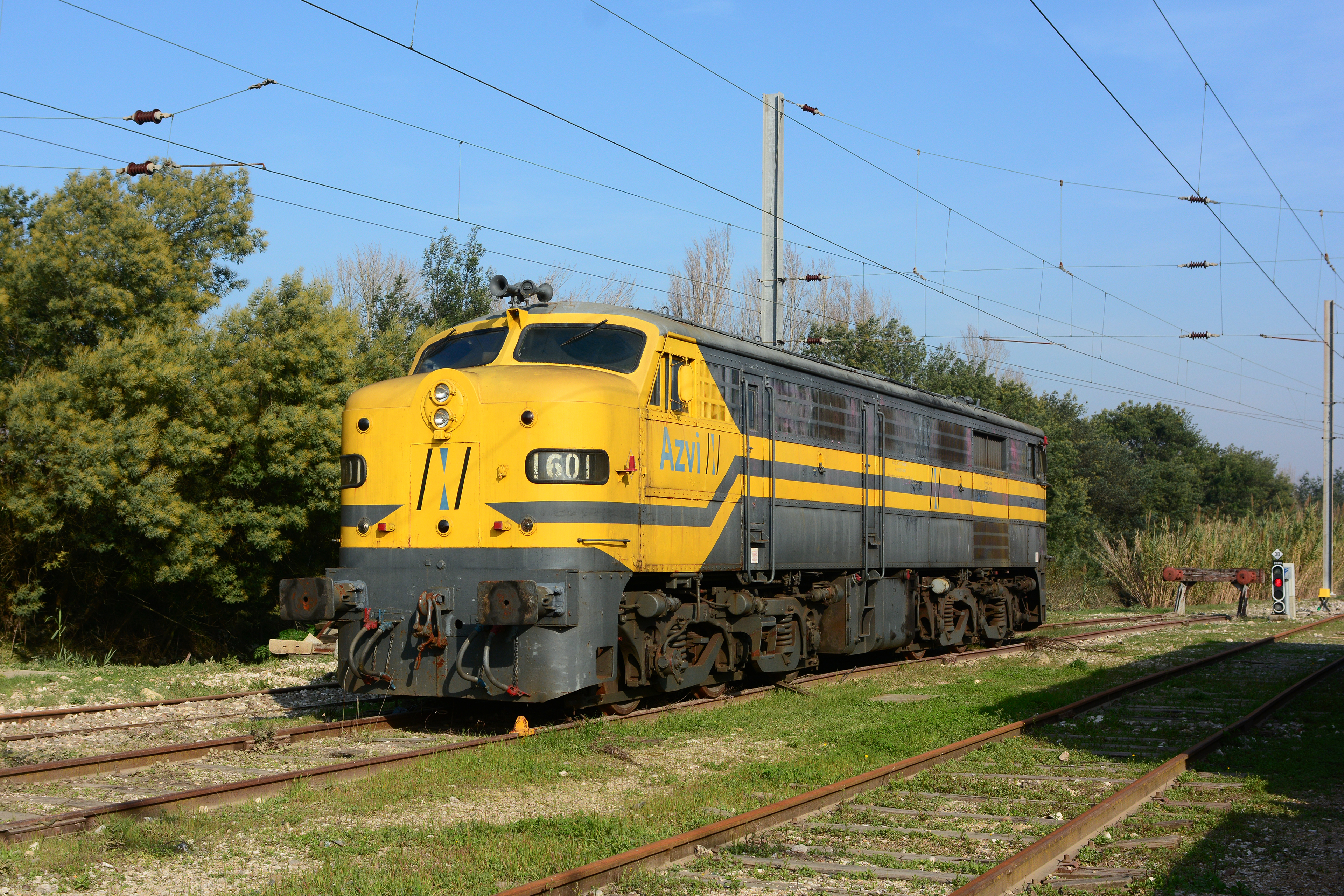
Locomotiva espanhola em serviço de mercadorias em Alfarelos, em 2019.

Esta interface apresenta dez vias de circulação (I, II, III, III+III-A, IV, V, VI, VII, VIII, e IX), eletrificadas em toda a sua extensão e com comprimentos variando entre os 151 e 689 m, todas exceto três (III+III-A, VIII, e IX) acessíveis por plataformas de comprimentos e alturas variáveis (respetivamente 139 e 310 m e 685 a 380 mm); existem ainda seis vias secundárias (X, XI, G1, G2, G5, e G7) com comprimentos entre 20 e 272 m e que estão eletrificadas de forma variável — algumas na sua totalidade (G1, G2, e G7), outras apenas parcialmente (X e XI), e a restante (G5) não o estando de todo. Esta configuração apresenta-se algo ampliada em comparação com a de décadas anteriores, estando prevista para 2025 a conclusão das obras de alteração subsequente, com ampliação significativa.:132] Esta configuração, ademais, inclui o Ramal Terminal TMI, um Ramal de Estação (cód. 127; dep. 34934; inst. n.º 110) centrado ao PK 220+72 e gerido pela TMI, com tipologia «Terminal Intermodal».
| característica | Norte desc. | Norte desc.  | Norte asc. | Norte asc.   | Ramal   | Ramal       |
| -------------- | ----------- | ------------ | ---------- | ------------ | ------- | ----------- |
| vias           | Pampilhosa  | via dupla    | Lamarosa   | via dupla    | Verride | via única   |
| vel. máx.      | Pampilhosa  | 120-160 km/h | Lamarosa   | 160-220 km/h | Verride | 90-120 km/h |
| carg. máx.     | Pampilhosa  | D4           | Lamarosa   | D4           | Verride | D2          |
| contorno       | Pampilhosa  | PT b+ (CPb+) | Lamarosa   | PT b+ (CPb+) | Verride | PT b (CPb)  |
| exploração     | Pampilhosa  | RCAP         | Lamarosa   | RCAP         | Verride | RCI         |

Situa-se junto a esta estação a substação de tração de Alfarelos, contratada à C.P., que assegura aqui a eletrificação de partes da Linha do Norte e da Linha do Oeste e da totalidade do Ramal de Alfarelos e do Ramal do Louriçal, entre as zonas neutras de Soure, de Pampilhosa, e de Curia, e os términos dos troços eletrificados, em Louriçal e Figueira da Foz; complementarmente existe também a zona neutra de Alfarelos que divide em duas partes, isolando-as, o referido troço da rede alimentado por esta subestação.

### Serviços
|  | Em dados de 2023, Alfarelos é servida por vários tipos de comboios de passageiros da C.P.: - De tipo urbano no serviço Coimbra-Figueira tipicamente com 16 circulações diárias em cada sentido, alguns com paragem alargada (4-8 min.) nesta estação; - de tipo regional tipicamente com 13 circulações diárias em cada sentido, entre Coimbra e Lisboa - Santa Apolónia ou Entroncamento. - de tipo inter-regional tipicamente com duas circulações semanais em cada sentido, entre Coimbra-B e Caldas da Rainha. |

## História

### Século XIX

#### Planeamento e inauguração
Em 14 de Janeiro de 1861, o Conselho de Obras Públicas emitiu um parecer sobre o percurso da futura Linha do Norte entre Pombal e Coimbra, onde aprovou várias modificações que a empresa construtora tinha proposto em relação ao plano original do engenheiro Wattier. O novo traçado passava junto à povoação de Granja do Ulmeiro, que iria ser servida por uma estação em Formoselha. A estação de Alfarelos faz parte do lanço da Linha do Norte entre Soure e Taveiro, que entrou ao serviço em 7 de Julho de 1864, pela Companhia Real dos Caminhos de Ferro Portugueses.

## Bibliografia

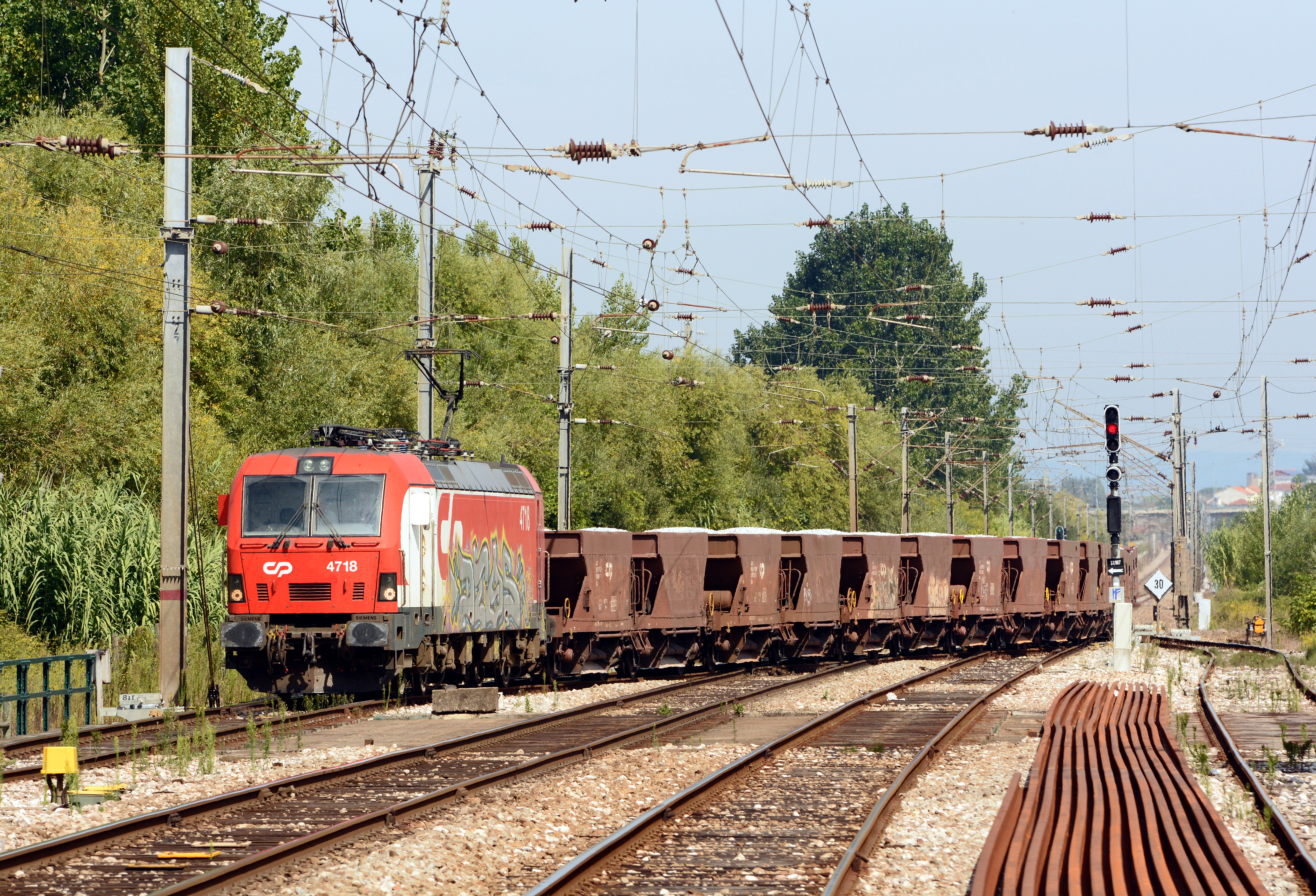
Comboio transportando balastro circulando em Alfarelos em 2016.

#### Ligação ao Ramal de Alfarelos
Em 1882, a Companhia Real apresentou uma proposta para uma linha entre Lisboa (em Alcântara) e a Figueira da Foz, com um ramal para a Estação de Alfarelos, de forma a uni-la à Linha do Norte e a Coimbra. Este empreendimento foi contratado com o governo em 23 de Novembro de 1883, tendo a resultante Linha do Oeste sido concluída com a entrada ao serviço das estações de Leiria e Figueira da Foz, em 17 de Julho de 1888. O ramal para Alfarelos, com início em Amieira, entrou ao serviço em 8 de Junho de 1889.

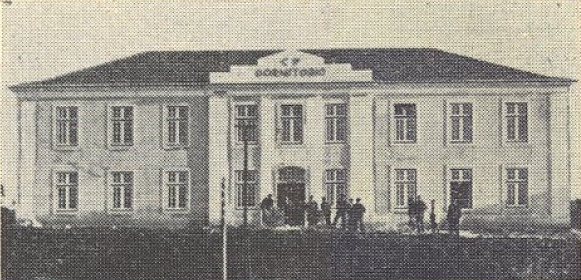
O dormitório inaugurado em 13 de Abril de 1933.

### Século XX
Em 1 de Fevereiro de 1903, a Gazeta dos Caminhos de Ferro noticiou que a Companhia Real dos Caminhos de Ferro Portugueses tinha ordenado que fossem colocados semáforos do sistema Nunes Barbosa na estação de Alfarelos. Em finais do mesmo ano, ocorreu um descarrilamento em Soure, tendo o comboio de socorro partido de Alfarelos. Em 16 de Fevereiro de 1905, a Gazeta dos Caminhos de Ferro relatou que uma automotora foi posta nos serviços entre São Martinho do Porto, Figueira da Foz e Alfarelos. Em 26 de Outubro de 1908, foi duplicada a via entre Alfarelos e Coimbra-B.
Em 1932, foi instalado um dormitório na estação de Alfarelos, com capacidade para 52 camas. A 13 de Abril de 1933, a Companhia dos Caminhos de Ferro Portugueses inaugurou um outro dormitório, destinado ao pessoal de trens e revisão, cuja construção foi dirigida e fiscalizada pelo engenheiro-chefe da Companhia, Luís Alexandre da Cunha, tendo sido considerada nessa altura como uma das melhores do seu tipo dentro da empresa. Em 1934, a estação foi alvo de grandes obras de reparação, e foi instalado um posto médico.
Em 1945, o arquitecto Cottinelli Telmo desenhou o armazém de víveres de Alfarelos, que foi inaugurado em 1947. Este edifício demarcou-se por apresentar uma mistura de estilos, onde as formas modernistas eram temperadas por vários elementos de cariz mais tradicional. Em 4 de Outubro de 1948, realizou-se uma viagem experimental das novas locomotivas da Série 1500, entre Entrecampos e Vila Nova de Gaia, com uma paragem em Alfarelos. A importância crescente desta estação ditou o desenvolvimento da povoação circundante, cuja população triplicou nas décadas de 1950-1970.
Na noite de 15 de Novembro de 1953, uma locomotiva que estava em Alfarelos para ser abastecida de carvão começou a circular sozinha, tendo seguido descontrolada até Amial, onde um fogueiro conseguiu entrar na cabina e dominar a máquina. Em Setembro de 1956, a Companhia dos Caminhos de Ferro Portugueses organizou um comboio especial, para transportar o tabuleiro da Ponte do Pano até Seiça, para ser utilizada na duplicação da ponte. O comboio especial foi parando em várias estações pelo caminho para passar a noite, tendo circulado entre Mogofores e Alfarelos no dia 26, e de Alfarelos a Pombal no dia seguinte.
Em 1961, a Companhia dos Caminhos de Ferro Portugueses tinha catorze circulações de passageiros entre Alfarelos e as Caldas da Rainha, sete em cada sentido. A estação de Alfarelos possuía um depósito, ao qual estiveram afectas as locomotivas da Série 0201 a 0224, que rebocavam os comboios de cimento entre Martingança e Alfarelos; no início da Década de 1960, estas locomotivas foram transferidas para os depósitos do Entroncamento e Barreiro.
No âmbito do II Plano de Fomento, que decorreu de 1968 a 1973, estava previsto um quadro de investimentos no transporte ferroviário, incluindo a electrificação da via férrea de Alfarelos até à Figueira da Foz. Nos finais da Década de 1980, a operadora Caminhos de Ferro Portugueses lançou um novo programa de modernização da Linha do Norte, onde estava planeada, entre outras obras, a quadruplicação da via férrea entre Alfarelos e Taveiro.

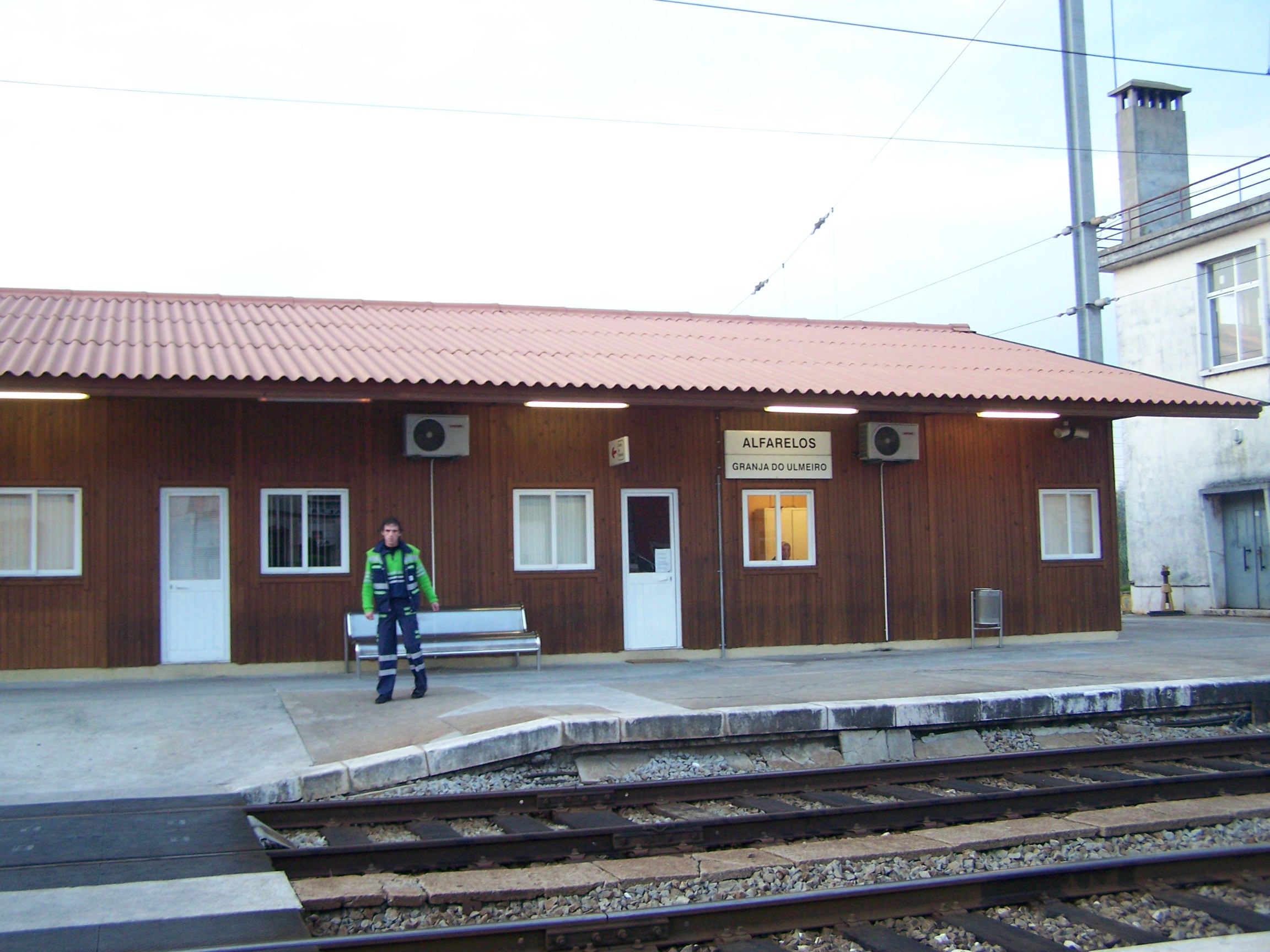
Edifício provisório, em 2006.

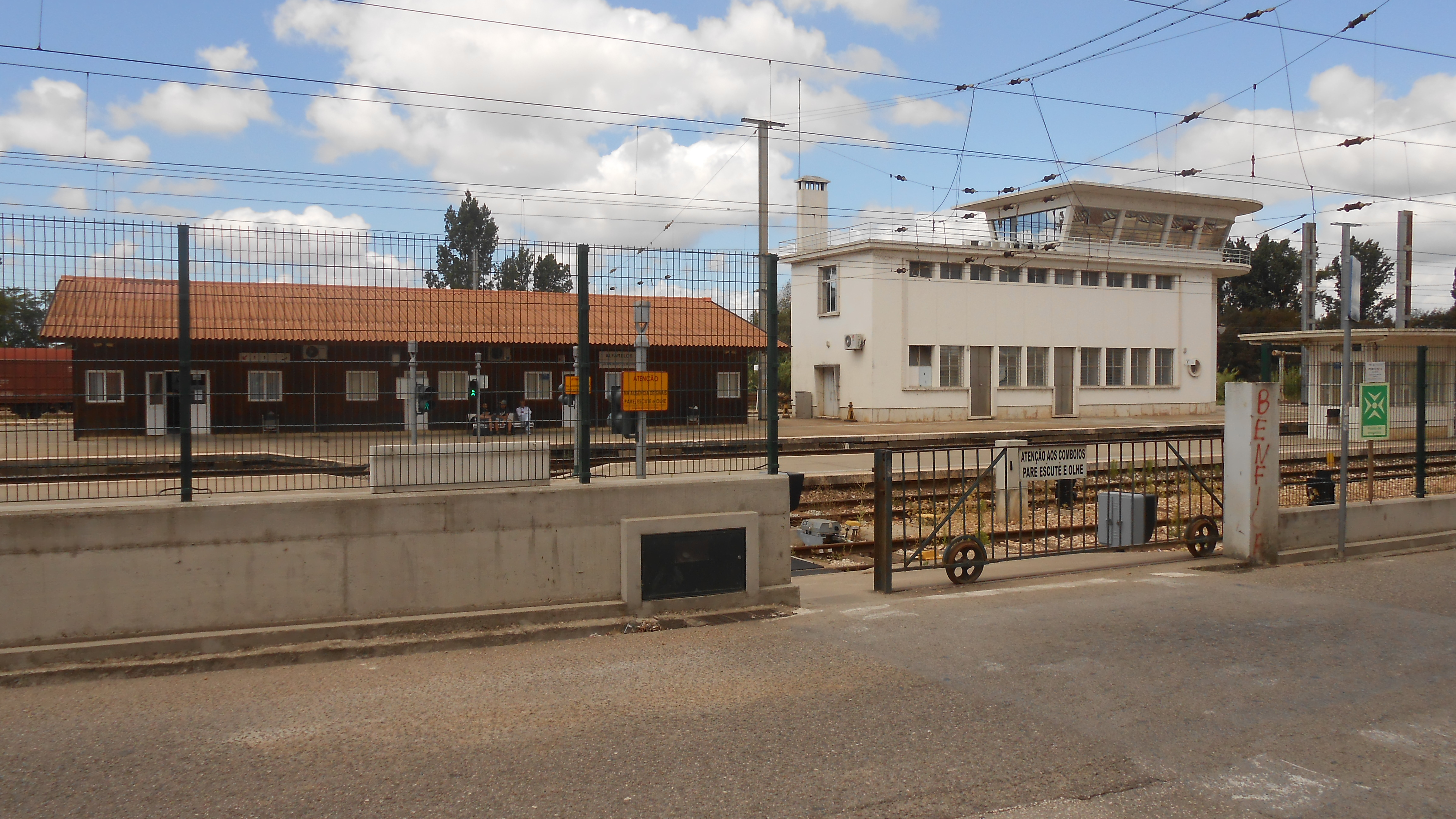
Torre de sinalização e edifício provisório de passageiros, vistos do exterior, em 2017.

### Século XXI
Em 2001, na sequência de cheias, foi demolido o edifício de passageiros, tendo sido construído um temporário no seu lugar. Estimava-se que a construção do edifício de passageiros definitivo, prevista no âmbito de um projecto de modernização da Linha do Norte da Rede Ferroviária Nacional, se iniciasse no quarto trimestre de 2010, e que estaria terminada no final de 2012; Não obstante, o edifício provisório de passageiros manteve-se em uso até, pelo menos, 2019.
Em Setembro de 2007, um passageiro ficou ferido ao tentar sair de um comboio Alfa Pendular em movimento, na estação de Alfarelos. Em 21 de Janeiro de 2013, dois comboios colidiram nesta estação, provocando 25 feridos, e cortando a circulação neste lanço da Linha do Norte durante três dias.
Em 2008 a Refer apresentou um plano de elevação da via férrea ao longo de 10,9 km incluindo a estação de Alfarelos — aqui esta elevação atingiria o máximo de 15 m acima da cota preexistente (esta variando noutros pontos entre 8 e 14 dm); esta alteração visava salvaguardar a integridade da circulação mesmo em caso de cheias extremas, dada a proximidade do baixo Mondego, de grande sensibilidade tidal, e a baixa altitude da via neste local; este plano, apesar de ter o seu EIA aprovado pela APA, não viria a ser concretizado.
Em Janeiro de 2011, Alfarelos tinha cinco vias de circulação, que apresentavam comprimentos entre os 350 e 430 m, enquanto que e as plataformas tinham 305 a 384 m de extensão, e 30 a 50 cm de altura — valores mais tarde alterados para os atuais.
No fim-de-semana de 21-22 de dezembro de 2019, o local desta estação foi grandemente afetado por cheias do Mondego e do Arunca que, na maré alta, alagaram as vias por várias horas, atingindo o nível das águas a altura de algumas das plataformas; a circulação ferroviária foi grandemente afetada, tendo sido parcialmente reposta (em via única e limitada a 30 km/h, e apenas da Linha do Norte) só no dia seguinte, tendo ficado normalizada durante a semana; já a interrupção no troço até Verride (que incluiu o corte de alimentação elétrica até Figueira da Foz e Louriçal) prolongou-se até 10 de janeiro do ano seguinte, devido à necessidade de obras de reestabilização da Ponte do Marujal.
Em finais de 2022 foi oficializada (tanto pela  pela C.P. como pela I.P.) a mudança do nome da estação, passando a designar-se Granja do Ulmeiro - Alfarelos.

Também em finais de 2022 estavam programadas obras de alteração do layout da estação de Alfarelos em 2023-2025.:132]

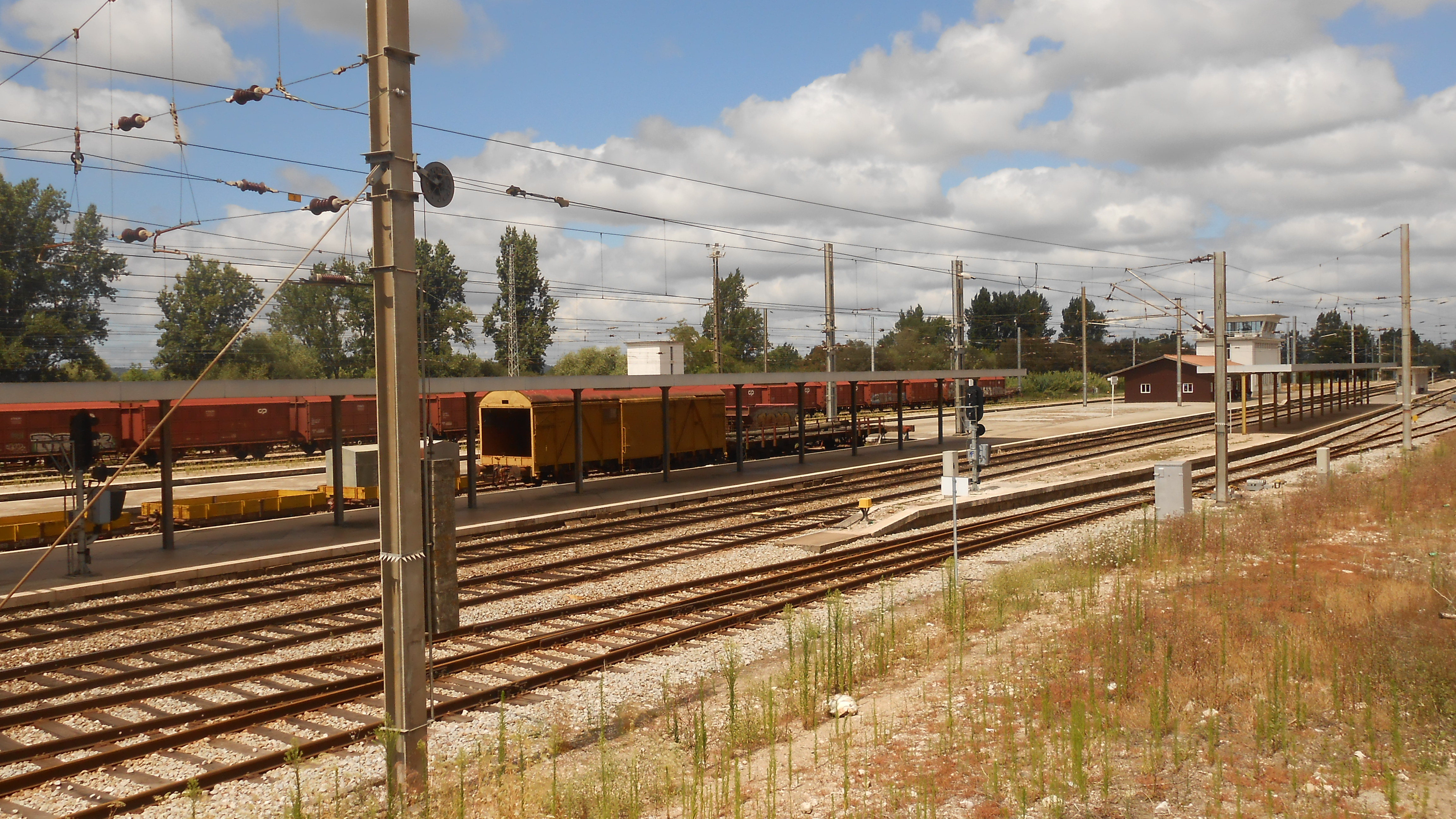
Aspeto das vias, visto de sudoeste, em 2017.

## Ver também

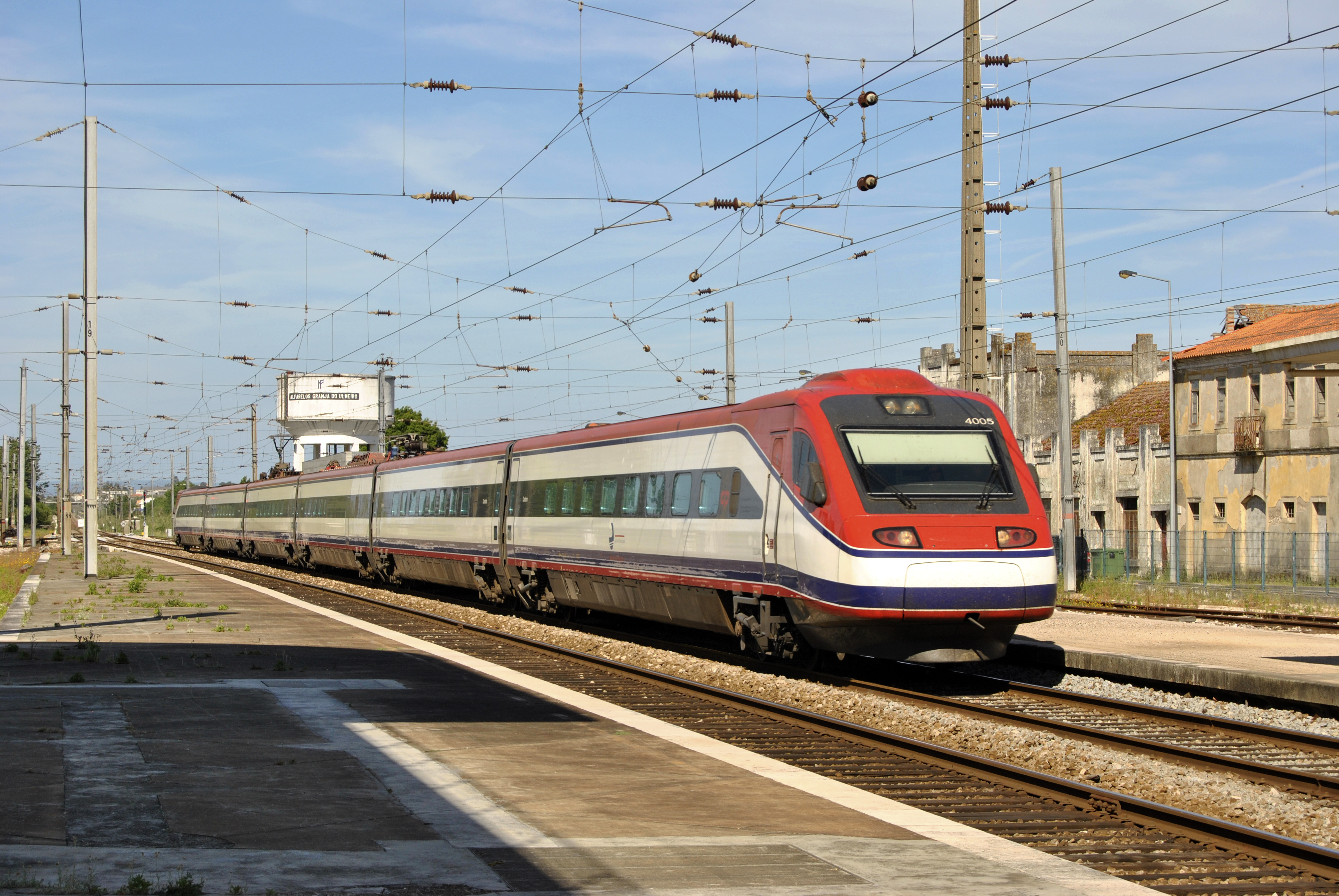
Alfa Pendular passando sem parar na estação de Alfarelos, em 2014.